# Gypohierax
Gypohierax is een monotypisch geslacht van vogels uit de familie van de havikachtigen (Accipitridae). De wetenschappelijke naam van het geslacht is voor het eerst geldig gepubliceerd in 1836 door Rüppell.

## Soorten
De volgende soort is bij het geslacht ingedeeld:
- Gypohierax angolensis – Palmgier